# 正丙硫醇
正丙硫醇，學名為1-丙硫醇，是一種硫醇類的有機化合物，其化學式為C3H7SH。其結構為正丙醇的氧被替換成硫。正丙硫醇是一種無色液體，易揮發，具有臭鼬鼠味。
正丙硫醇難溶於水，易溶於醇、醚。可以用氯代正丙烷與硫氰化鉀反應制得。最常被用作有機合成試劑。